# Eranthis longistipitata
Eranthis longistipitata är en ranunkelväxtart som beskrevs av Eduard August von Regel. Eranthis longistipitata ingår i släktet vintergäckar, och familjen ranunkelväxter. Inga underarter finns listade i Catalogue of Life.